# Maevarano

Rivières à Madagascar.

Le Maevarano est un fleuve du versant ouest de Madagascar dans la région Diana. Il se jette dans l'Océan Indien.

## Géographie
De 203 km de longueur son bassin versant fait 5 360 km2 de superficie.

## Paléontologie
Cette région abrite la formation géologique « Maevarano », subtrat géologique d'une grande importante paléontologique, car abritant des lits très riches en fossiles. À titre d'exemple 1 200 spécimens différents ont été trouvés dans une même couche sur une surface pas plus grande que le tiers d'un terrain de tennis ! Les gros et petits animaux y sont curieusement morts les uns contre les autres et ont parfois une posture arquée inhabituelle pour un animal mourant ; ce qui a fait naitre une hypothèse (à l'étude) : Des cyanotoxines produites par des cyanophycées ne seraient-elles pas responsables de la mort de milliers de dinosaures et d'autres organismes dans cette région du monde (et ailleurs peut-être).

## Affluent
Son affluent principal droit est le Sandrakota.